# Christian Ehler

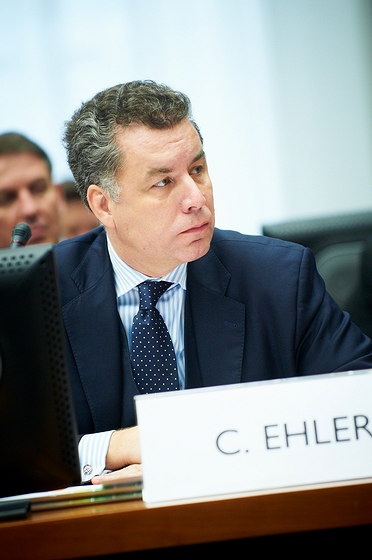
Christian Ehler (2010)

Christian Ehler este un om politic german, membru al Parlamentului European în perioada 2004-2009 din partea Germaniei. 
1. 1 2  Deputații în Parlamentul European
2. ↑  Deputații în Parlamentul European
3. 1 2   https://www.parlamentsdokumentation.brandenburg.de/person?search=11634, accesat în 30 aprilie 2024 Lipsește sau este vid: |title= (ajutor)